# Dithalama punctilinea
Dithalama punctilinea är en fjärilsart som beskrevs av Swinhoe 1902. Dithalama punctilinea ingår i släktet Dithalama och familjen mätare. Inga underarter finns listade i Catalogue of Life.